# Theodor-Herzl-Schule
Die Theodor-Herzl-Schule war eine private zionistische und religiös neutrale Volksschule des jüdischen Schulvereins in Berlin, in der von 1920 bis zu ihrer Schließung im Jahr 1939 jüdische Schüler koedukativ unterrichtet wurden. Drei Jahre vor ihrer Schließung wurde sie umbenannt. Namensgeber war Theodor Herzl (1860–1904), ein österreichisch-ungarischer Wegbereiter für die Gründung des Staates Israel.

## Geschichte
Die Geschichte jüdischer Schulen in Deutschland ist laut Jochanan Ginat kaum erforscht. Ein „Versuch“ wurde Ginat zufolge von Solomon Colodner mit seiner Dissertation Jewish education in Germany under the Nazis unternommen, die er am Dropsie College in Philadelphia vorlegte. Vor 1933 empfanden viele Juden jüdische Schulen als „Schwächung ihrer Integration in die deutsche Kultur“. Trotz aller Assimilationsbemühungen gab es 1922 etwa zweihundert jüdische Schulen in Deutschland mit mehr als 20.000 Schülern, die in den Jahren danach kontinuierlich zurückging.

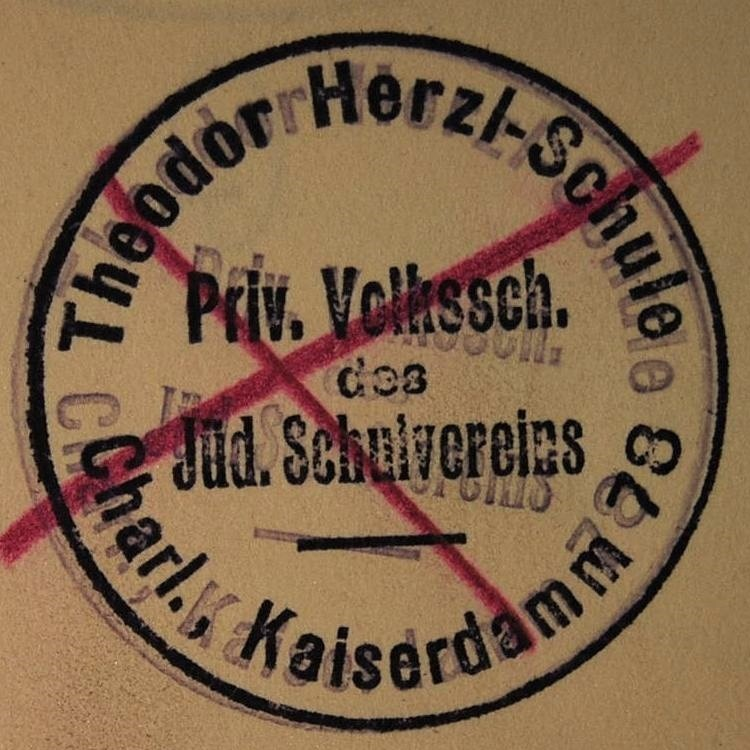
Stempel der Theodor-Herzl-Schule

Im Jahr 1920 wurde die Berliner Schule unter dem Namen Private Volksschule des Jüdischen Schulvereins gegründet. In Ermangelung von Räumen nahm sie ihre Arbeit mit den ersten sechs Schülern in der Privatwohnung von Arthur Nathan – einem der Gründer des jüdischen Schulvereins – auf. Ihre Umbenennung erfolgte nach dem letzten von insgesamt vier Umzügen drei Jahre vor ihrer Schließung. In den Amtlichen Bekanntmachungen vom Gemeindeblatt der Jüdischen Gemeinde zu Berlin wurde am 31. Mai 1936 mitgeteilt: „Die Schule am Kaiserdamm hat auf ihren Antrag von der Schulaufsichtsbehörde die Erlaubnis erhalten, fortan den Namen ‚Theodor-Herzl-Schule‘ zu führen.“
In den 19 Jahren ihres Bestehens war die Schule an verschiedenen Orten untergebracht: in den 1920er Jahren zunächst am Stuttgarter Platz, dann im Hof der Synagoge Fasanenstraße, danach in der Grolmannstraße, anschließend in der Klopstockstraße und schließlich von 1933 bis zur Schließung am Kaiserdamm 77–79 in Berlin-Charlottenburg. Dort kam es 1936 zur Umbenennung.
Nach der Schließung der Schule – „eine direkte Folge der Kristallnacht“ – wurde die Auswanderung der Schüler von Paula Fürst organisiert. Sie wurden in drei Gruppen eingeteilt. Eine Gruppe wurde auf eine Schule in Talpiot, einem Stadtteil von Jerusalem, geschickt, eine zweite Gruppe kam nach Jagur und eine dritte nach Ben Shemen.
Im April 1939 publizierte Martin Deutschkron – Vater von Inge Deutschkron und nach Entlassung aus dem öffentlichen Schuldienst Lehrer an dieser Privatschule – aus Anlass der Schließung im Jüdischen Nachrichtenblatt eine Art Nachruf auf die Schule. Von „zionistischen Eltern gegründet“ habe sie „als Familienschule klein angefangen“, dann aber ab 1933 „einen ungeahnten Aufschwung genommen“. Diese Schule hätten tausende von Schülern durchlaufen. Zur Schulschließung schrieb er: „Die Verhältnisse sind oft stärker als der Wille, und so fällt diese Schule den wirtschaftlichen Zeitverhältnissen zum Opfer.“ Diese kryptisch anmutende Begründung ist der Tatsache geschuldet, dass das Jüdische Nachrichtenblatt nie den Prinzipien der Pressefreiheit unterlag. Laut dem Leo Baeck Institut nahm es seine Berichterstattung auf Anordnung der Nazis auf, nachdem andere jüdische Zeitungen ihr Erscheinen einstellen mussten. Es stand unter strenger Kontrolle des nationalsozialistischen Regimes. Ausschließlich akzeptierte Texte durften veröffentlicht werden.
In der Reichspogromnacht wurde das Haus am Kaiserdamm „in Brand gesteckt und verwüstet, im März 1939 folgte die endgültige Schließung durch die Nationalsozialisten“.

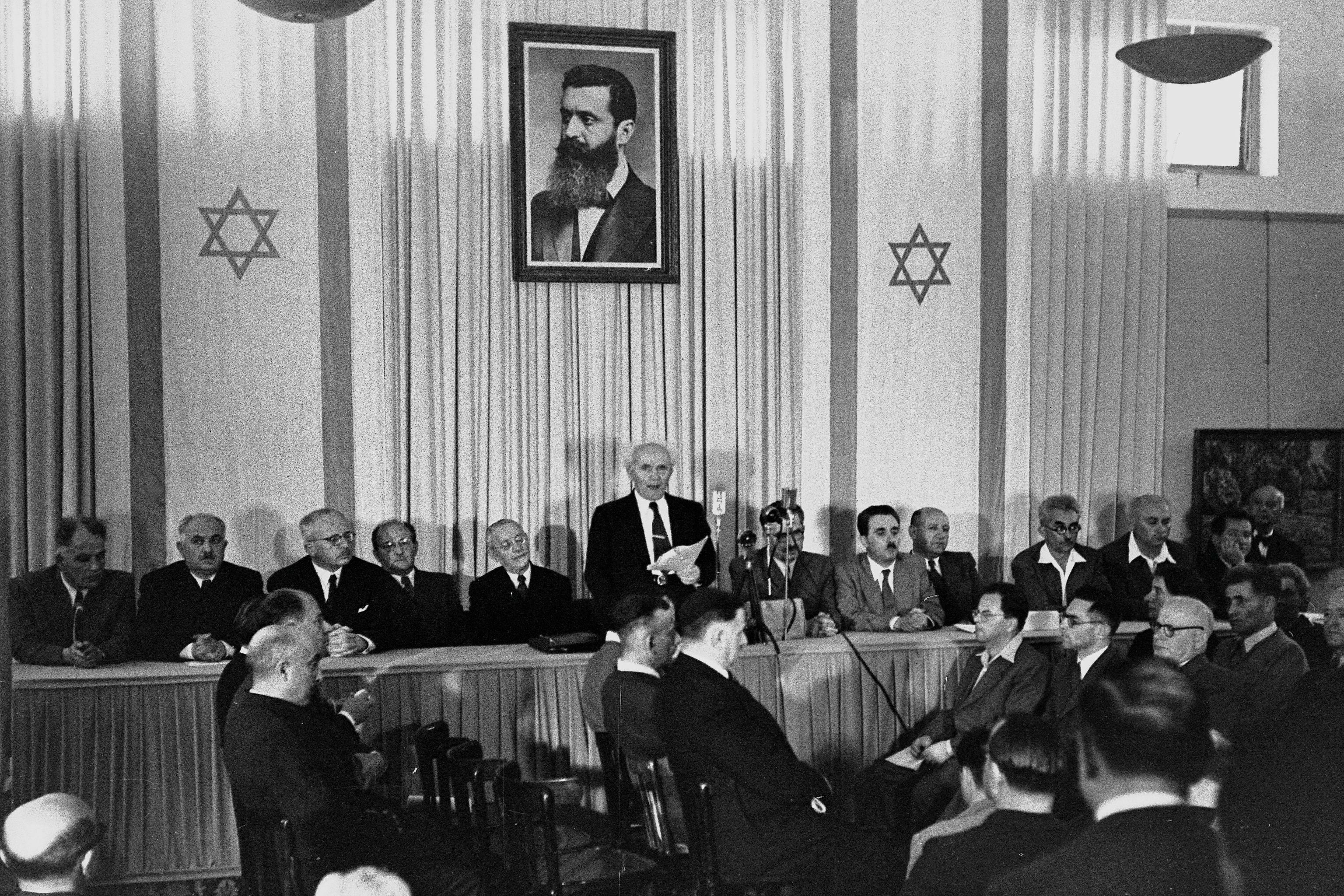
Erklärung der Unabhängigkeit Israels 1948 mit dem Porträt von Herzl

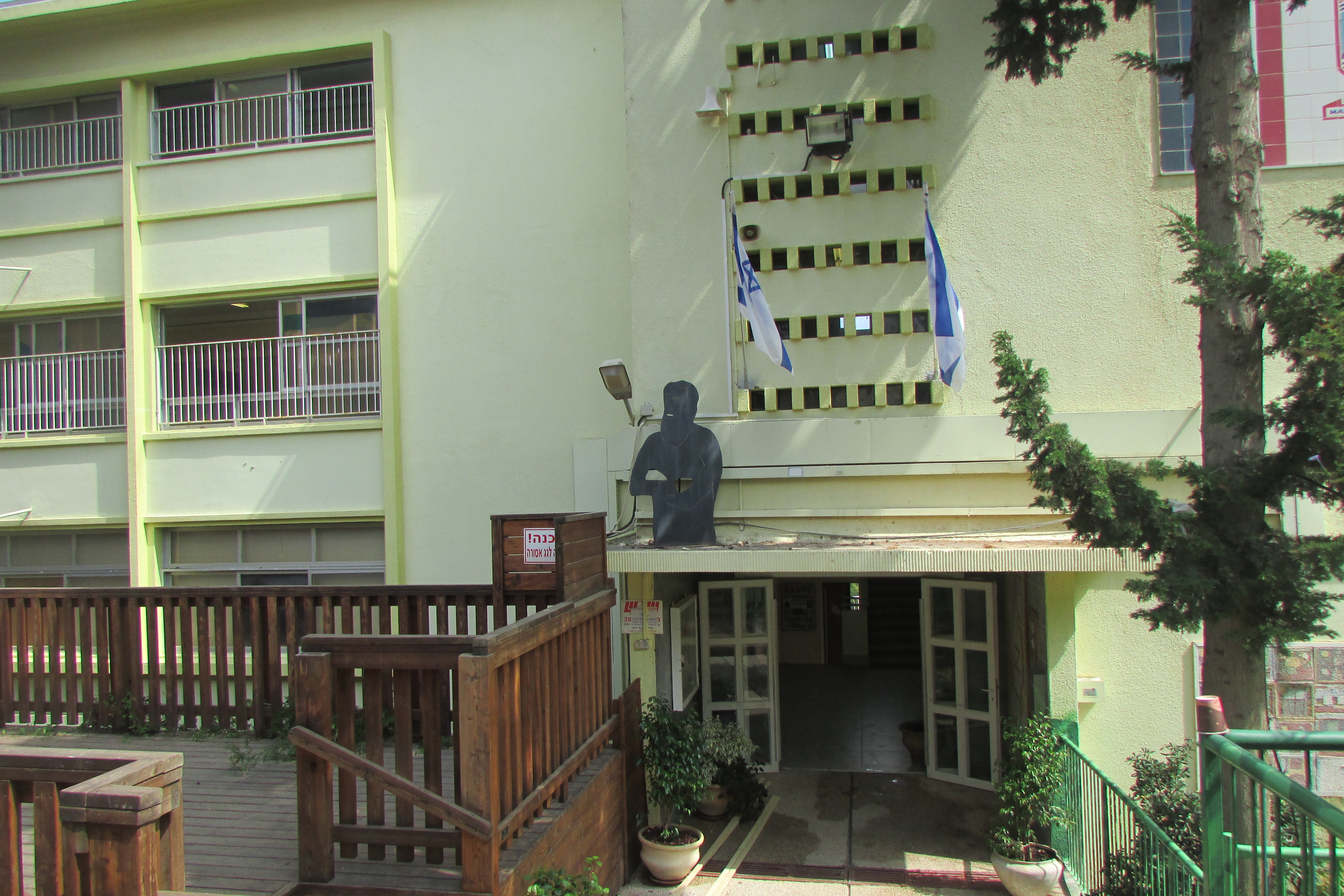
Eingang der Herzl-Schule in Haifa mit Herzls Büste

Herzl hatte sich für die Gründung des Staates Israel eingesetzt. Er organisierte den ersten Zionistenkongress und gilt laut dem Historiker Michael Brenner als einer der Begründer des politischen Zionismus. Nach ihm ist unter vielem anderen auch eine bis heute aktive Schule in Haifa benannt, über deren Eingang sich eine ihm nachgebildete Büste befindet.
Die Leibniz-Gemeinschaft will Kultur bewahren, ihre zahlreichen Archive werden als „sammelnde Spezialarchive“ verstanden. Eines ihrer Archive sammelt Dokumente über die Theodor-Herzl-Schule. Es umfasst handschriftliche Mitschriften, Schulbücher, Abschiedsmappen für auswandernde Kinder, ein handgefertigtes Misrach-Tuch, eine handgefertigte Schriftrolle für das Purimfest und Schul- und Arbeitszeugnisse. Daneben stellten ehemalige Schülerinnen und Schüler Briefwechsel, Fotografien und Zeitungsartikel über die Schule als Originale oder in Kopie zur Verfügung, mitunter ergänzt durch Berichte über die Erinnerungen an die Schulzeit.
Am 31. Oktober 2000 ist am Kaiserdamm 78, an dem sich zu diesem Zeitpunkt ein Gebäude des Sender Freies Berlin (SFB) befand, in Anwesenheit von Andreas Nachama, dem seinerzeitigen Vorsitzenden der Jüdischen Gemeinde zu Berlin, und im Beisein des damaligen SFB-Intendanten Horst Schättle sowie von Monika Wissel, der zu dieser Zeit amtierenden Bezirksbürgermeisterin von Charlottenburg-Wilmersdorf, eine vom SFB finanzierte Gedenktafel enthüllt worden. Der Bibliothekar Christian Ritzi, Leiter der Bibliothek für Bildungsgeschichtliche Forschung, war der Überzeugung, die „wenigsten Berlinerinnen und Berliner“ könnten den Hinweis auf eine „religiös neutrale zionistische Schule“ interpretieren.

„Das jüdische Bildungswesen wurde nach 1933 erst verdrängt und dann zerstört, jüdische Pädagoginnen und Pädagogen wurden verfolgt, vertrieben und ermordet. Damit ging, zumindest in Deutschland, auch die Erinnerung an bedeutende Bildungseinrichtungen wie die Theodor-Herzl-Schule weitgehend verloren. Ihre konzeptionelle Ausrichtung ist nur noch einzelnen Spezialisten unter den Bildungshistorikern geläufig, ihre Lehrerinnen und Lehrer sind überwiegend vergessen ebenso wie ihre innovativen pädagogischen Ansätze. Vor allem fehlt das Bewusstsein von der enormen Bedeutung, die die Schule für die Schülerinnen und Schüler in schwerster Zeit hatte.“

### Vorgeschichte
Ein gesellschaftspolitisch bedeutsamer Prozess innerhalb der jüdischen Gemeinde – „vor allem an den jüdischen Schulen deutlich abzulesen“ – wurde in einer von Jochanan Ginat unter seinem Geburtsnamen Hans Gärtner verfassten und 1956 vom Leo Baeck Institut herausgegebenen Schrift beschrieben. Sie trug den Titel Die Problematik jüdischer Schulen in Deutschland unter dem Hitler-Regime. Vor 1933 distanzierte sich „die nicht-orthodoxe Mittelschicht der Großstädte“ als repräsentativer Teil der deutschen Juden von der jüdischen Schulbewegung. In dieser ablehnenden Haltung „kamen sämtliche Vorurteile der assimilierten deutschen Juden zum Ausdruck.“ Kritisiert wurde insbesondere ein Mangel an Ordnung und Disziplin. Zwischen 1933 und 1938 entwickelte sich mit „nie dagewesener Intensität“ eine „neue jüdische Lebensweise“. Dieser „Anachronismus“ ist laut Ginat nur eingedenk der Tatsache erklärlich, „dass die Nazi-Politik damals zwar alles daran setzte, die Juden aus dem wirtschaftlichen, sozialen und kulturellen Leben auszuschließen, aber noch nicht auf deren Vernichtung abzielte“. Dadurch kam es zu einer „Wiederbelebung des jüdischen Gemeindelebens“ und zugleich zum Aufgeben der „jahrhundertealten Assimilationsbestrebungen“. Der Wechsel von einer deutschen zu einer jüdischen Schule war umstritten, auch familienintern. Oft waren es die Kinder und Jugendlichen, „die eine jüdische Schule einer deutschen vorzogen“.

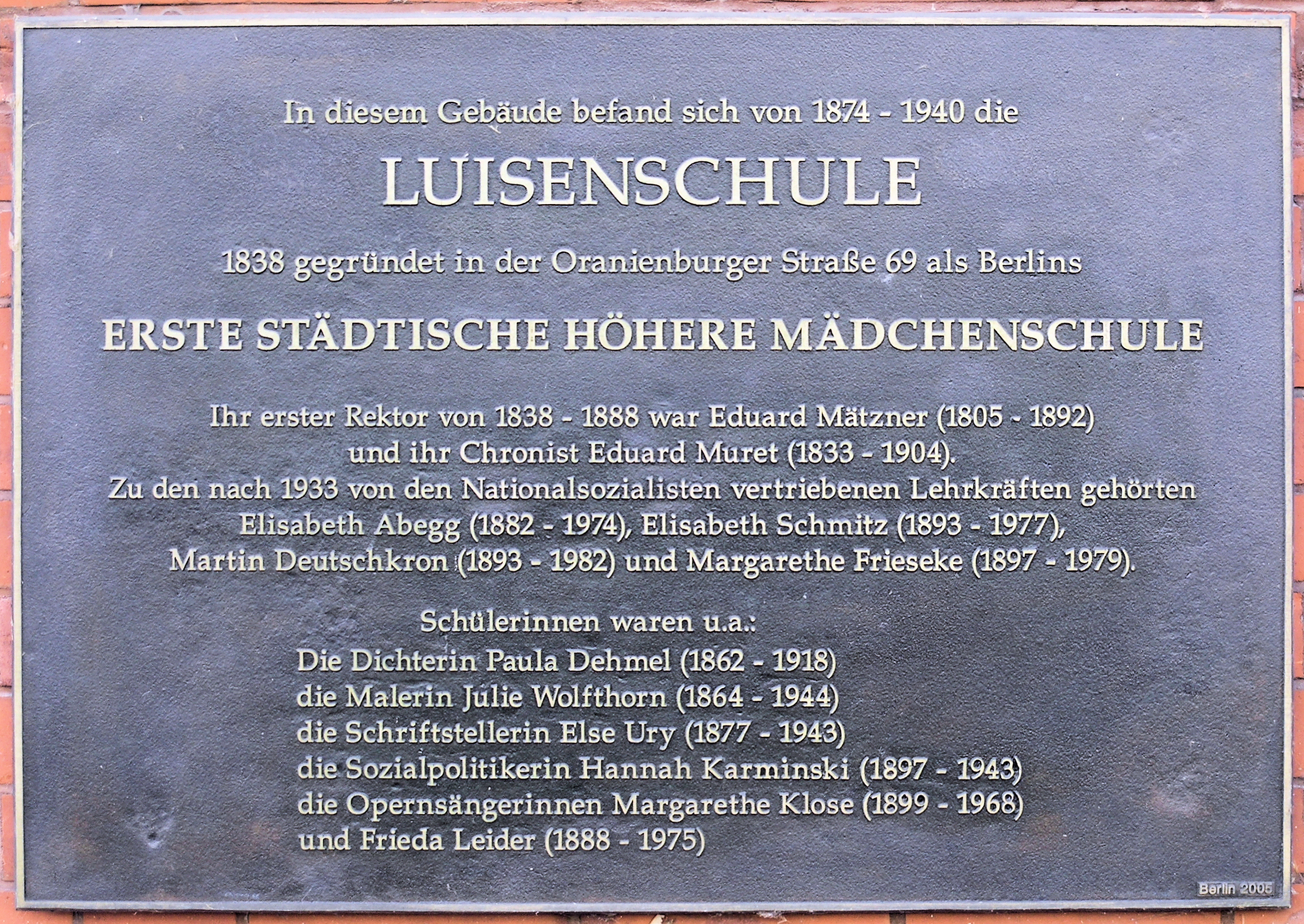
Gedenktafel am Haus Ziegelstraße 12, in Berlin-Mitte

Hanna Shalem zeichnet in ihrer Reise in die Vergangenheit das Wachstum der Berliner Gemeinde in Berlin nach, die von 4000 registrierten Juden im Jahr 1895 auf 172.500 im Jahr 1925 wuchs – bei einer allerdings als hoch einzuschätzenden Dunkelziffer. Sie stammten laut Shalem bevorzugt aus der „gebildeten Schicht“, zwei Drittel der „größeren Unternehmer und Immobilieneigentümer“ waren jüdischer Herkunft. Das jüdische Schulwesen in Deutschland begann Shalem zufolge im 19. Jahrhundert mit der „Gründung der Knabenschule in der Großen Hamburger Straße“ im Jahr 1825. Zehn Jahre später kam es 1835 zur „Gründung einer entsprechenden Mädchenschule“, noch bevor die erste städtische höhere Mädchenschule ihre Pforten öffnete. Im Jahr 1839 wurde das Lehrerseminar gegründet und 1850 die allgemeine Schulpflicht verkündet. Jüdische Studenten, die die Assimilation ihrer Eltern als „Zeichen von Anbiederung“ werteten, wandten sich den Zionisten zu. In Verbindung mit der zionistischen Bewegung entwickelte sich ein „Machtkampf in der Jüdischen Gemeinde“. Jüdische Schulbildung wurde in der Gemeinde zum „zentralen Streitpunkt“ der Zwanzigerjahre.
Nissan und Betty Berggrün verfassten am 4. September 1936 in der Jüdischen Rundschau einen Artikel über die Gründung der Hebräischen Sprachenschule. Sie wurde 1919 mit 14 Klassen, jedoch ohne eigene Räume eröffnet, so dass andere Institutionen aushelfen mussten. Im selben Jahr wurde der Jüdische Schulverein mit neutraler Ausrichtung gegründet, damit unabhängig von religiöser oder politischer Position darin mitgearbeitet werden konnte. Eine 110 Seiten starke Akte über den Jüdischen Schulverein liegt im Archiv des Leo Baeck Instituts in New York. Ebenfalls 1919 wurde ein Hebräisches Sprachseminar der hebräischen Sprachschule angegliedert, das intensiviertem Sprachunterricht für Interessierte, aber auch für Lehrer in der Galut (i. e. Jüdische Diaspora) dienen sollte. Nachdem bereits „zwei hebräische Kindergärten und fünf Spielnachmittage“ eingerichtet waren, wurde die Gründung einer jüdischen Schule in Angriff genommen, die nach einem ersten, aber gescheiterten Versuch in der Linienstraße zur Gründung der später so benannten Theodor-Herzl-Schule und 1922 zu einer zweiten Schule in der Rykestraße führte.

### Ausstellung 2006
Vom 5. Oktober bis zum 22. Dezember 2006 wurde in der Warschauer Straße mit einer Ausstellung in den Räumen der Bibliothek für Bildungsgeschichtliche Forschung (BBF) des Deutschen Instituts für Internationale Pädagogische Forschung (DIPF) an die Berliner Theodor-Herzl-Schule erinnert. Martin-Heinz Ehlert (1932–2016), der kurz zuvor eine Biografie über Paula Fürst verfasst hatte, erarbeitete die Ausstellungskonzeption. Ein „dokumentarischer Katalog“, ebenfalls von Ehlert vorgelegt, begleitete die Ausstellung. Das Material für den Katalog hatte er während der Arbeit an der Biografie von Fürst zusammengetragen. Dazu gehörten Schulhefte, Schulbücher, Zeugnisse, Schülerarbeiten, Korrespondenz sowie Fotografien und Zeitungsartikel, die er anschließend dem Archiv der BBF überließ. Der Katalog umfasst 12 Kapitel auf 52 Seiten und eine kleine Literaturliste. Umfänglich zitiert werden Artikel aus der Jüdischen Rundschau. Ein gesondertes Kapitel trägt auf acht Seiten Erinnerungen ehemaliger Schülerinnen und Schüler zusammen, das letzte titelt Pogrom und Flucht.
Die Vorgeschichte der Schule begann dem Katalog zufolge mit der Gründung einer Volksschule in der Linienstraße im Osten Berlins, die aber bereits wenige Monate später „aus verschiedenen Gründen wieder geschlossen werden musste“. Nach der ersten Privaten Volksschule des Jüdischen Schulvereins im Westen der Stadt wurde 1922 in der Rykestraße im Bezirk Prenzlauer Berg eine zweite Volksschule errichtet, die bis 1941 bestand und „die bedeutendste jüdische Volksschule im Berliner Osten“ war.

## Pädagogisches Konzept
Die Theodor-Herzl-Schule  war eine religiös neutrale zionistische Schule mit koedukativer Erziehung. Martin Deutschkron teilte in seinem Artikel zur Schulschließung mit, sie habe „immer das einheitliche Erziehungsideal, für Palästina vorzubereiten, vertreten“. Die hebräische Sprache habe im Mittelpunkt gestanden und sei mit besonderer Stundenzahl „nach den methodischen Grundsätzen eines modernen Sprachunterrichts erteilt“ worden. Die beiden Fächer Palästinakunde und Jüdische Geschichte sollten den Kindern „ein anschauliches Bild von der Geschichte, den geographischen Verhältnissen und dem Leben der Juden in Palästina“ geben. Damit sollte ihnen nach ihrer späteren Übersiedelung „die Einordnung in palästinensische Verhältnisse leicht“ gemacht werden.
Im Archiv der Leibniz-Gemeinschaft ist zu erfahren, dass diese Prinzipien neben der Förderung der Kenntnisse hebräischer Literatur und der Vorbereitung auf die Alija (Auswanderung nach Palästina) dem Vereinszweck des Jüdischen Schulvereins entsprachen. Die Unterrichtspraxis habe sich an den Ideen der Reformpädagogen orientiert. Auch landwirtschaftliches und handwerkliches Know-how wurde vermittelt.

## Schulleitung, Lehrkörper, Schüler

### Ehemalige Schulleitung
Ausnahmslos wurde die Schule von Frauen geleitet. Der Beruf eines Volksschullehrers war „in der jüdischen Gesellschaft unter Männern nicht sehr angesehen“, während er für Frauen eine der wenigen Möglichkeiten für ein „eigenständiges Berufsleben“ war. Alle vier Leiterinnen hatten „ungewöhnliche Ausbildungswege“ beschritten. Manche studierten nach ihrer Grundausbildung, andere arbeiteten auch im Ausland und teilweise hatten sie umfangreiche Fremdsprachenkenntnisse.
Von 1920 bis 1925 wurde die Schule von Betty Berggruen-Landau (1889–1955) geleitet, von 1925 bis 1928 von Kläre Panofsky (1887–1981), ab 1928 von Paula Nathan (1881–1949) und ab 1933 von Paula Fürst, die sich Anfang der 1920er Jahre Maria Montessori und der nach ihr benannten Montessoripädagogik zugewandt und zeitweise „an der ersten in Berlin eingerichteten öffentlichen Montessori-Versuchsschule“ gearbeitet hatte. An den Erziehungszielen und -methoden dieser speziellen Reformpädagogik richtete Fürst die Erziehung aus.
Im geschichtlichen Abriss der Erinnerungen an die Theodor-Herzl-Schule in Berlin wird für die Schulleitung Kläre Panofsky nicht erwähnt, was aufzuklären Historikern überlassen bleibt.

### Ehemalige Lehrer
Das Lehrerkollegium „kam nicht unbedingt aus dem Lehrfach“, es war ein „Sammelbecken für Industrielle, Forscher, Künstler“ und diese Mischung sei „ein Segen“ gewesen, wie Zvi Silberstein in seinen Erinnerungen erwähnte. Nicht alle Namen der insgesamt über 60 Lehrer sind bekannt.
Die folgenden Namen der Lehrer wurden auf dem ersten Ehemaligentreffen 1996 in Maʿabbarōt zusammengetragen. Die Liste ist in der Dokumentation dieses Treffens als nicht vollständig ausgewiesen. Hier werden überdies jene Lehrer nicht aufgeführt, deren Vorname nicht bekannt ist.
- Gerhard Adler
- Betty Berggrün-Landau
- Anselm Bing Ascher
- Erich Ernst Bloch
- Rosa Blüh
- Ruth Cohen
- Martin Deutschkron
- Paula Fürst
- Hans Gärtner
- Chaim Hadar
- Herbert Hecht
- Etti Heilbronn
- Ish Horowitz
- Miriam Jaroslawski
- Josef Jacobson
- Shaul Kelko
- Isi Kuschland
- Nachum Levin
- Kathe Levy
- Hans Löwenberg
- Pua Mantschel
- Shlomo Mantschel
- Judith Margulin
- Kurt Marx
- Paula Nathar
- Senta Norden
- Marx Nussbaum
- Franz Ollendorf
- Clara Panofski
- Sara Perski-Lemberg
- Etta Pickardt
- Alice Pinkops
- Heinz Rosenthal
- Hans Samuel
- Judith Sandler
- Zvi Silberstein
- Lotte Simon
- Heinz Erich Sonn
- Siegfried Stein
- Erna Vogel

Martin Deutschkron (1893–1982) – Vater von Inge Deutschkron –, Marli Ehrman, Hans Keilson, Heinrich Selver und Gustav Uhrmann gehörten ebenfalls dem Lehrerkollegium an. Auch die später ermordeten Lehrerinnen Hannah Karminski, Rosa Blüh und Käthe Lewy sowie der Lehrer Erich Bandmann gehörten dazu.
Die politischen Verhältnisse beförderten nicht nur einen starken Anstieg der Schülerzahlen und in der Folge einen nicht unerheblichen Lehrermangel – 1932 unterrichteten 18 Lehrkräfte 218 Kinder –, sondern führten zeitgleich zur Entfernung der meisten jüdischen Lehrer aus den staatlichen Volksschulen und Gymnasien. Ihre Aufnahme in das Lehrerkollegium zog Auseinandersetzungen nach sich, teils weil sie keine Zionisten waren, teils weil die auf wenige Fächer spezialisierten Gymnasiallehrer nicht als Volksschullehrer geeignet schienen. Doch war beispielsweise Martin Deutschkron – Oberstudienrat, kein Zionist und von 1934 bis 1936 an der Theodor-Herzl-Schule unterrichtend – durchaus geschätzt. Er reflektierte in der Jüdischen Rundschau unter dem Titel Vom Studienrat zum Volksschullehrer den „vermeintlichen Abstieg“ der Studienräte, sprach vom „Eindringen“ der Akademiker in die Volksschule und behauptete, auch ein Studienrat könne ein guter Volksschullehrer sein, wenn nachgeholt würde, „was die frühere Ausbildung versäumt“ habe. Elias Auerbach äußerte sich in einer Elternversammlung gegen die Aufnahme der arbeitslos gewordenen Lehrer, deren „Versorgung Wohlfahrtssache“ sei. Die jüdische Schule dürfe laut Auerbach „kein Wohlfahrtsinstitut werden“, stattdessen müssten junge Kräfte „herangezogen werden, für die das Jüdische Lebensaufgabe, Ideal, Ziel, Sehnsucht“ sei. Diese Haltung ließ sich jedoch nicht aufrechterhalten. Die neuen Lehrer mussten sich laut Hans Gärtner umstellen, denn die „Unruhe und das Durcheinander der ersten Monate“ standen im „Kontrast zu der geordneten und wohlorganisierten deutschen Schule“.

### Ehemalige Schüler
Eine Zeitzeugin (Aviva Schmelziger) schrieb in ihren Erinnerungen für die Zeit von 1928 bis 1933 über ihre Klassenkameraden, dass sie „eine sehr bunte Gesellschaft“ darstellten. Es waren „Arbeiterkinder und Kinder reicher Industrieller und Kaufleute, Kinder zionistischer Funktionäre und von Menschen des öffentlichen Lebens, ‚Sabres‘ (Bezeichnung für in Israel geborene Juden), deren Eltern für eine Zeit nach Berlin kamen und eine unübersehbare Gruppe von Kindern, Flüchtlinge aus Osteuropa.“
Ursprünglich stammten die Kinder „überwiegend aus einem zionistisch eingestellten Elternhaus und niemals wäre es assimilierten, nicht-zionistischen Eltern eingefallen, ihre Kinder auf diese Schule zu schicken.“ Doch sollte sich das „durch die politischen Ereignisse des Jahres 1933 innerhalb kürzester Zeit grundlegend ändern“. Es kam „zu einem rapiden Anstieg der Schülerzahlen auf den bestehenden jüdischen Schulen“. So stand die Schulleitung vor der Schwierigkeit, bei begrenzten räumlichen Kapazitäten eine große Zahl neuer Schüler in die Schule zu integrieren, denn von „1931 bis 1934/36 verdreifachten sich die Schüler“. In Absprache mit der Elternvertretung pachtete der Schulverein im Oktober 1933 ein „ein leer stehendes Ateliergebäude am Kaiserdamm 5“, baute es um und konnte die Räume bereits im Januar 1934 für 250 Kinder aus der Klopstockstraße nutzen. In unmittelbarer Nähe befanden sich der damals sogenannte Adolf-Hitler-Platz – später in Theodor-Heuss-Platz umbenannt – sowie das Haus des Rundfunks, „von wo aus Goebbels seine Hasstiraden gegen die Juden verbreitete“.
Von 1936 bis 1938 ging die Schülerzahl wieder zurück, von etwa 600 auf rund 300 Schüler, weil die Auswanderungszahlen stiegen. Nach den Olympischen Spielen 1936 erließen die Nationalsozialisten zahlreiche neue Verordnungen, die den Druck auf die jüdische Bevölkerung erhöhten. Der ebenfalls zunehmende Verlust von Lehrkräften „stellte die Leitung der Schule vor große Probleme“.
Hunderte von Schülern haben mehr oder weniger lange die Theodor-Herzl-Schule besucht. Einige von ihnen sind namentlich bekannt, insbesondere jene, die sich an Klassentreffen beteiligten. So sind im Inlay der DVD-Verpackung des Films Das Wiedersehen 29 der 35 Ehemaligen, die an dem Wiedersehen teilgenommen hatten, namentlich in alphabetischer Reihenfolge verzeichnet:
1. Ruth Bach
2. Lea Bar-Efrat
3. Marianne Berg
4. Inge Borck
5. Moshe Chemke
6. Yo'el Darom
7. Goerge Dreyfus
8. Mordechai Eran
9. Dan Givon
10. Lucy Goldhaber
11. Eliezer Hammersein [sic!]
12. Adi Hammerman
13. Miriam Heimann
14. Jacob Hirsch (1924–2008) [sic!]
15. Fred Jacobs
16. Lore Jakubowski
17. Gideon Kirschner
18. Benjamin Lachman
19. Pia Lichtenstein
20. Barak Nachscholi
21. Eli Nathan
22. Michael Pragai
23. Yochanan Ron
24. Channa Schlaechter
25. Adin Talbar (1921–2013)
26. Ruth Taylor
27. Gerda Torrence
28. Simon Yaron
29. Miriam Zadek

Überdies nahmen an dem Treffen Gabriel Bach (1927–2022, Jurist) und Jona Rosenfeld (1922–2023, Psychoanalytiker) teil.
Einige weitere Personen sind als ehemalige Schüler namentlich bekannt. Dazu gehören die Autorin Shulamit Arnon, Arno Gruen (1923–2015), Schriftsteller und Psychoanalytiker, Jakob Hirsch (1924–2018), Staatssekretär beim israelischen Staatskontrolleur und aktiv in den deutsch-israelischen Beziehungen sowie bei der Hilfe für Überlebende der Shoah, und die Psychotherapeutin Ilse Flatow (1919–1995), Tochter von Georg Flatow.
Laut Adin Talbar schlossen sich viele Schüler zionistischen Jugendorganisationen wie Habonim oder HaSchomer haZaʿir an. In seiner Klasse waren „religiöse Jugendgruppierungen oder die (revisionistische) ›Betar‹-Bewegung“ nicht vertreten. Talbar selbst wird in der vierteljährlich erscheinenden Zeitschrift der Deutsch-Israelischen Gesellschaft (DIG) als ein Mensch mit „Berliner Schnauze“ bezeichnet, der sich „um die Grundlage der heutigen deutsch-israelischen Freundschaft“ verdient gemacht habe, denn die Aussöhnung zwischen Deutschland und Israel war ihm ein „Herzensanliegen“.

## Besonderheiten
Unter den Unterrichtsfächern galten Sprachen, Geschichte, Erdkunde und Sport als besonders wichtig. Allerdings wurden teils andere Inhalte als an öffentlichen Schulen behandelt. Unter den Sprachen stand Hebräisch im Vordergrund, so dass manche Kinder, anders als ihre Eltern, nach ihrer Auswanderung diese Sprache fließend beherrschten. Für den Fall, dass andere Länder für eine Auswanderung in Betracht kamen, wurde auch auf Englisch und Französisch viel Wert gelegt. Im Fach Geschichte wurden zwar auch Altertum, Mittelalter und Neuere Geschichte behandelt, besonderes Augenmerk war aber auf die Jüdische Geschichte von den Anfängen bis in die Neuzeit gerichtet. Als eine Emigration für das eigene Überleben zunehmend unabweislich erschien, „wandelte sich das Fach Erdkunde in Palästinakunde“. Überdies wurden jene Länder bevorzugt behandelt, die als Einwanderungsland in Frage kamen. Der Sport „sollte die Kinder auf das schwere Leben, besonders in Palästina, vorbereiten“. Weil Turnhallen und Sportplätze nicht ausreichend zur Verfügung standen, wurde Sport im Grunewald auf einem der jüdischen Gemeinde gehörenden Sportplatz unterrichtet.

„Da die nationalsozialistischen Schulbehörden nicht in die Belange des jüdischen Schulwesens eingriffen, konnte die Didaktik der Reformpädagogik – die an den öffentlichen Schulen sofort verboten wurde – weiter angewendet werden. Auch in allen anderen Bereichen unterschied sich diese Schule von einer nationalsozialistischen: es gab Eltern- und Schülervertretungen, es wurde eine enge Verbindung zwischen den Familien, den Lehrkräften und den Schülern praktiziert. Im Deutschunterricht z. B. wurden die bedeutenden jüdischen Dichter und Literaten wie Heine, Zweig, Feuchtwanger behandelt, deren Werke in Deutschland verboten waren. […] Zum Unterricht gehörten auch Einstudierungen von Theateraufführungen, Ausstellungen wurden erstellt, viele Ausflüge und Landschulaufenthalte organisiert. […] So konnte wenigstens einer Minderheit von Kindern und Jugendlichen in Deutschland eine Erziehung zuteil werden, die sie zu toleranten, selbstständigen, verantwortungsbewussten, demokratischen Persönlichkeiten formte.“

Neben den üblichen Fächern standen auch Gartenarbeit, Näh- und Kochunterricht – auch für Jungen – sowie Werkunterricht auf dem Stundenplan. Die Schüler fertigten Kleinmöbel an, lernten den Gebrauch einer Nähmaschine, nähten verschiedene Kleidungsstücke und gaben ein kleines Modeheft mit eigenen Entwürfen heraus. Für die Theateraufführungen wurden Kulissen und Kostüme selbst gefertigt. In der Tradition jüdischer Jugendbünde wie Blau-Weiß wurde großer Wert auch auf Ausflüge und Wanderungen gelegt.
Zu den Besonderheiten der Schule rechnete Jochanan Ginat insbesondere drei Faktoren:
1. „ein Lehrerkollegium, das überwiegend nach den Prinzipien der Bildungsreformbewegung ausgebildet worden war;“
2. „ein Grundstock von Lehrern, die einerseits zwar in der deutschen Kultur verwurzelt waren, andererseits jedoch bewusst ihr Judentum lebten und aufgrund ihres jüdischen Wissens von Beginn an die jüdische Schule uneingeschränkt unterstützt hatten;“
3. „Schüler, die in ihrer Mehrheit aus der Mittelschicht kamen und entweder zionistische Eltern hatten oder aber Mitglieder in den jüdischen Jugendorganisationen waren.“

Die Schule half den Kindern in einem feindseligen Umfeld Erniedrigungen zu entkommen, ihre Herkunft „nicht als Unglück, sondern als Aktivposten zu begreifen“ und ihnen „kulturelle Werte mitzugeben, die selbst die Nazis nicht zerstören konnten“.
Studienrat Kurt Hammerstein schrieb über jüdische Schulen im Mai 1925: „Das Ziel dieser Schulen steht im Einklang mit der Erkenntnis der modernen Pädagogik, dass die Schule ihre Aufgabe nicht in der bloßen Vermittlung von Wissensstoff erschöpfen dürfe, sondern den ganzen Menschen erfassen müsse.“ Jüdische Märchen und Sagen wurden den Kindern nahegebracht und gemeinsame Feste begangen, wie die Chanukka- und Purimfeiern. Eine Zeitzeugin berichtete von Ausschüssen zur Selbstverwaltung; bei fünf Tagen Unterricht pro Woche sei oft Theater gespielt worden, Exkursionen seien unternommen oder Ausstellungen vorbereitet worden. Ein Zeitzeuge zählte zur „Einzigartigkeit“ dieser Schule die Tatsache, dass die Lehrer beim Vornamen genannt und geduzt wurden, was in der „damaligen Zeit an einer anderen Schule unmöglich war“. Ein Schülerrat habe „Lehrer zur Klärung einer Angelegenheit“ vorladen und „einen Tadel aussprechen“ können, wovon aber wegen des guten Verhältnisses zwischen Lehrern und Schülern kein Gebrauch gemacht wurde. Das Unterrichtsmaterial sei „zum Teil oder gänzlich in Vergessenheit geraten“, doch blieben „die zwei wichtigsten Ziele“ in Erinnerung: „Willen und Lust zu lernen und das Wissen, wie man selbständig mit Quellenmaterial arbeitet.“
Manches, was hervorgehoben wurde, war nicht wirklich spezifisch, weil von reformpädagogischen Strömungen der Weimarer Republik beeinflusste Schulen vergleichbare Lehrmethoden anwandten. Das eigentlich Besondere bestand darin, dass es eine zionistische Schule war. „Zwar vertrat der ‚Jüdische Schulverein‘ laut Satzung keine besondere religiöse oder politische Richtung, aber in der Praxis sah das völlig anders aus.“
Miriam Roth, eine ehemalige Schülerin, erinnerte sich an „Beurteilungsgespräche“ vor der Zeugnisvergabe, in denen die Schüler lernen sollten, eigene Leistungen und die der Mitschüler einzuschätzen – „zum Guten wie zum Schlechten“. Mordechai Amit erinnerte sich daran, dass ein „Schülerausschuß“ Lehrer zum Gespräch bestellen und sie ggf. kritisieren konnte, wozu es jedoch nie gekommen sei. „Büffeln“ habe es nicht gegeben, stattdessen wurde viel diskutiert.
Zu den Besonderheiten der Schule gehörte das „Gebot des Wassersparens“, zu dem die Kinder unter dem Hinweis angehalten wurden, dass in Israel das Wasser knapp sei. In einem Schulgarten lernten sie, Gemüse und Blumen anzubauen, ein kleiner Zoo diente dem Erwerb von Kenntnissen der Geflügelzucht. Das von den deutschen Behörden verlangte Pflichtfach Heimatkunde behandelte „die Landkarte von Erez Israel“.

„Viele Erinnerungen: eine Atmosphäre nahezu grenzenloser Freiheit, Freundschaften mit Lehrern, der Hebräischunterricht und Sehnsüchte nach Palästina, Ausflüge und sportliche Wettkämpfe, hebräische Lieder und Aufführungen in hebräischer Sprache, und vor allem der Zaun um das Gebäude am Kaiserdamm 78, der uns von der feindseligen und fremd gewordenen Welt trennte, der uns Schutz bot und uns vor Angst und Schrecken bewahrte. Wir waren Jahrgang 1929, der letzte Jahrgang, der unter den Nazis die Theodor-Herzl-Schule besuchte – solche, die sich später in alle Himmelsrichtungen zerstreuten, und solche, von denen keine Spur geblieben ist...“

## Das Ende der Theodor-Herzl-Schule

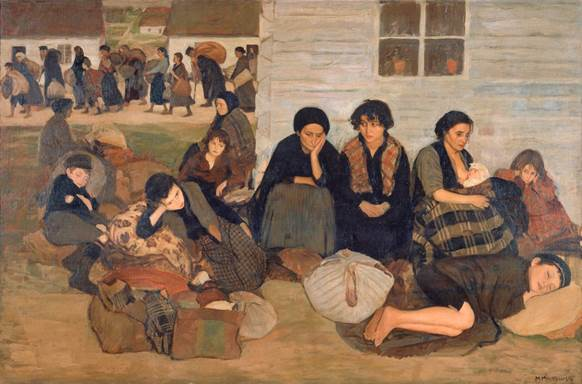
Maurycy Minkowski: Nach dem Pogrom, Öl auf Leinwand, 103,9 × 152,4 cm, The Jewish Museum, New York.

„Wenig bekannt ist, dass bei dem Pogrom vom 9./10. November 1938 auch die jüdischen Schulen Ziel der Ausschreitungen waren. Mehrere wurden verwüstet, auch die Theodor-Herzl-Schule. […] Viele Eltern hatten ihre Kinder aus Angst und Sorge gar nicht mehr zur Schule geschickt. Der Pogrom bedeutete faktisch das Ende der Theodor-Herzl-Schule. Offensichtlich hat kein geregelter Unterricht mehr stattgefunden. Offiziell wurde die Schule am 31.3.1939 geschlossen. Nach dem 9./10. November 1938 setzte die größte Auswanderungswelle seit 1933 ein. Aus bisher einigermaßen geregelten Auswanderungen wurde Flucht. Paula Fürst gelang es, drei Gruppen für die Alija (Einwanderung nach Palästina) zu organisieren. Andere Kinder konnten mit sogenannten Kindertransporten überwiegend nach England ausreisen. […] Paula Fürst begleitete im August 1939 einen Kindertransport nach England, kehrte aber nach Berlin zurück, um das ihr von Leo Baeck angebotene Amt einer Schuldezernentin in der ‚Reichsvereinigung‘ zu übernehmen. Im Juni wurde sie als Notliquidator für den ‚Jüdischen Schulverein‘ eingesetzt, ein Jahr später zusammen mit anderen Vertretern der ‚Reichsvereinigung‘ nach Minsk deportiert und ermordet. Die Lehrerinnen Rosa Blüh, Käthe Lewy und der Lehrer Erich Bandmann kamen ebenfalls im Holocaust um. Von drei Kindern, die die Theodor-Herzl-Schule besuchten, ist bekannt, dass sie im Untergrund überlebten. Dass auch Kinder dieser Schule deportiert und ermordet wurden, ist wahrscheinlich, aber nicht erforscht.“

## Späte Klassentreffen
Es gab mehrere Klassentreffen der ehemaligen Schülerinnen und Schüler in jeweils wechselnder Zusammensetzung. Im Jahr 1996 traf man sich im Maʿabbarōt, einem Kibbuz nördlich von Netanja im israelischen Zentralbezirk, 2005 in Jerusalem und 2006 in Berlin.

### Ehemaligentreffen in Maʿabbarōt 1996
Am 4. Juni 1996 trafen sich etwa 70 Ehemalige im Kibbuz Maʿabbarōt. Das Treffen wurde organisiert von Hanna Guttsmann (1996 Hanna Shalem) und zwei weiteren Frauen. Dass die Idee, sich zu treffen, so spät entstand, hätte laut Shulamit Arnon vermutlich „mit der Angst zu tun, sich der Wirklichkeit zu stellen“, dass sich „nur eine Handvoll der ehemals Hunderten von Schülern“ einfinden konnte, zumal nicht alle es „schafften, sich zu retten“.
Aus diesem Treffen ging 1998 eine Schrift unter dem Titel Erinnerungen an die Theodor Herzl Schule in Berlin hervor. Es handelt sich um eine Art Collage in Form eines Paperbacks mit Ringbindung. Im Intro heißt es dazu vom Produktionsteam: „Wir haben weder die Mittel noch sind wir in der Lage, eine Hochglanzdokumentation auf die Beine zu stellen; auch war es nicht unser Ziel, eine wissenschaftliche oder historiografische Arbeit zu präsentieren.“ Es galt, „dem Vergessen entgegenzuwirken“. Dafür seien Erinnerungen Ehemaliger und Fotos gesammelt und mit Dokumenten zusammengestellt worden, die noch aufgetrieben werden konnten. Man habe „die besondere Atmosphäre“ der Schule „ein wenig erfahrbar“ machen wollen.
Die Dokumentation hat fünf Teile. In einem ersten Teil geht es um die Schule. Der zweite Teil trägt Erinnerungen Ehemaliger für die Zeit vor Hitler und der dritte für die Zeit unter Hitler zusammen. Der vierte Teil ist dem „Wiedersehen nach sechzig Jahren“ gewidmet. Der fünfte Teil besteht aus einem Anhang mit der „Liste der Lehrerinnen und Lehrer“, der „Verpflichtung zur Finanzierung der Schule“, der „Genehmigungsurkunde zur Eröffnung der Schule“ und Fotos.
Neben dem Ausdruck von Begeisterung über ihre Schule wurde von den ehemaligen Schülern auch Kritik geäußert, zum Beispiel von Mordechai Amit darüber, dass es keinen Sexualkundeunterricht und „nicht eine einzige Bibelstunde“ – weder zur Mischna noch zum Talmud – gab.

### Klassentreffen in Jerusalem 2005
Der Journalist Ulrich W. Sahm (1950–2024) berichtete im April 2005 in dem deutsch-jüdischen Nachrichtenmagazin haGalil über ein Klassentreffen, das er als „Nostalgietreffen nach 67 Jahren“ bezeichnete. Obwohl es in Jerusalem stattfand – Adin Talbar hatte in seine Jerusalemer Wohnung geladen –, sei „selbstverständlich deutsch geredet“ worden. Anlass des Treffens war der Besuch von Martin-Heinz Ehlert, der gekommen war, um den Ehemaligen seine Biografie über Paula Fürst vorzustellen. Es ist laut Sahm „fast die einzige Publikation über das jüdische Schulwesen in Deutschland in der Nazizeit“. Auch die zweimal jährlich erscheinende Zeitschrift aktuell – herausgegeben für Berlinerinnen und Berliner, die ihre Stadt während des Nationalsozialismus verlassen mussten – berichtete 2005 in ihrer Dezember-Ausgabe über dieses Klassentreffen.
Der Einladung Talbars war unter anderem „der ehemalige Ankläger Adolf Eichmanns und Oberrichter Gabriel Bach“ gefolgt. Es kamen „Eli Preis, früherer Nachbar Martin Bubers, und zwanzig alte Leute in den Achtzigern.“ Sie alle wollten mehr über ihre ehemalige Schulleiterin erfahren.
Sahm zitierte Bach, der bei dem Treffen von seiner Begegnung mit Eichmann berichtete: „Ich habe mich lange mit Eichmann unterhalten. Der erzählte mir von einem mündlichen Führerbefehl. Daraufhin habe er die Wannsee-Konferenz organisiert, bei der nur noch technische und rechtliche Dinge besprochen wurden. SS-Offiziere und Juristen waren eingeladen. Eichmann und Heydrich befürchteten, dass die Juristen Einwände gegen die Ermordung von Unschuldigen, Frauen und Kindern hervorbringen könnten. Aber es gab keine Einwände. Am Abend hätten Eichmann und Heydrich einen Schnaps getrunken und vor dem großen Kamin der Wannsee-Villa vor Freude zusammen getanzt.“
Ehlert berichtete, es habe 1933 etwa 40.000 schulpflichtige jüdische Kinder in Deutschland gegeben, 1939 seien es nur noch 9.000 gewesen. In den Jahren dazwischen „hatte eine große Auswanderungswelle eingesetzt“, nachdem die Juden „immer mehr in die Enge getrieben worden waren“ (siehe auch: Reichszentrale für jüdische Auswanderung). Nachdem jüdische Schüler christliche Schulen nicht mehr besuchen durften, wechselten viele zur Theodor-Herzl-Schule, deren Schülerzahl bald auf 600 angewachsen war. Laut Ehlert gab es bis zum 19. Juni 1942 unter der Verantwortung von Paula Fürst noch 96 Lehrer und 2700 Schüler: „Sie wurden alle deportiert. Wir wissen nicht wohin. Ausgerechnet für diese Transporte fehlen die Unterlagen. Keiner hat überlebt.“ Mit diesen Deportationen endete das jüdische Schulwesen in Deutschland.

### Ehemaligentreffen in Berlin 2006
Im Oktober 2006 berichtete Marcus Franken in der Jüdischen Allgemeinen unter Hinweis auf die bis Dezember laufende Ausstellung Wir gehen gern in die Schule über das Treffen von 35 Ehemaligen der Jahrgänge 1919 bis 1928 in Berlin. Zu diesem Treffen hatte Adin Talbar seine früheren Mitschüler anlässlich der Ausstellung eingeladen, „um sich 67 Jahre nach Schändung und Schließung ihrer Schule zu erinnern“ und „um gegen die Verletzungen zu kämpfen, die sie seitdem mit sich tragen“. In den 1930er Jahren waren laut Franken die Zionisten „mit 20.000 nur ein kleines Grüppchen unter den 570.000 Juden“ in Deutschland. Talbar versammelte die Ehemaligen in Berlin auch, um „der Veröffentlichung einer Gedenktafel beizuwohnen.“
Das Treffen fand vom 4. bis zum 11. Oktober in der Bibliothek für Bildungsgeschichtliche Forschung in Berlin statt. Am Morgen des ersten Tages begrüßte die Bezirksbürgermeisterin Monika Thiemen die Gäste an der Gedenktafel für ihre ehemalige Schule. Josie Rücker, eine Berliner Kamerafrau, begleitete das einwöchige Treffen hinter der Kamera. Die Idee, das Treffen zu dokumentieren, stammte von Talbar, der gemeinsam mit Rücker die Regie für den Dokumentarfilm Das Wiedersehen übernahm. Der gut zwei Stunden lange Film feierte 2008 während des Docaviv in Tel Aviv seine Premiere. Inzwischen liegt der Film als DVD in einer auf 70 Minuten gekürzten Fassung vor.

„Das ist kein gewöhnliches Schultreffen, über das wir hier berichten. Die Schule wurde 1920 gegründet, initiiert von der Jüdischen Gemeinde Berlin. Das Gebäude fiel der Reichspogromnacht zum Opfer. Die 14- bis 16-jährigen Jungen und Mädchen wurden organisiert in der Jugendaliyah und in den Kindertransporten. Sie wanderten aus nach Palästina, nach Schweden, nach England, sogar nach Australien. Die Kinder, die es nicht aus Deutschland schafften bis 1942, wurden zur Zwangsarbeit verpflichtet und verloren ihr Leben in den Konzentrationslagern. Einige wenige überlebten im Untergrund. Jetzt, nach 70 Jahren sehen sich die Schüler wieder. Sie kommen aus aller Welt und treffen sich in dem Land, in dem sie geboren wurden und dessen Ungeheuerlichkeit ihnen nur ganz langsam bewußt wurde.“

Neben dem Film wurde eine Audio-CD mit insgesamt 30 Episoden in deutscher, englischer oder hebräischer Sprache produziert, die als akustisches Dokument in über sieben Stunden (437 Minuten) die Erinnerungen von 27 Ehemaligen zusammenträgt. Adin Talbar, der als Herausgeber fungiert, spricht einleitende Worte („opening address“), Lea Bar-Efrat steuert neben ihrer Lebensgeschichte einen Rückblick auf die Jahre 1920 bis 1933 bei, Marianne Berg schaut auf die Jahre 1933 bis 1939 zurück und Jona Rosenfeld beschließt das Dokument mit seinen „closing words“ (deutsch: abschließende Bemerkungen).

„Junge Menschen, Schüler, die flüchten, die eine Heimat verlassen müssen, die dem Tod entkommen, die ein junges Leben fortführen wollen – das waren wir damals. Mittlerweile Menschen im hohen Alter, die erinnern, die ihre alte veränderte Heimat besuchen, die sich vielleicht nach 67 Jahren erstmals wieder gegenüberstehen – das sind wir. Das möchten wir, die 35 ehemaligen Herzl-Schüler und Herzl-Schülerinnen, festhalten, dokumentieren. Das möchten wir der Nachwelt übergeben. Wir haben uns vor die Mikrofone gesetzt und begannen uns zu erzählen.“

Viele der Ehemaligen, die inzwischen auf allen Kontinenten verstreut leben, kamen in Begleitung ihrer Ehepartner, ihrer Kinder und Enkelkinder. Sie besuchten Orte, die sie aus ihrer Kindheit kennen, und erzählten einander aus ihrer Lebensgeschichte, festgehalten auf Video und in einem Hörbuch.

## Der FilmDas Wiedersehen
Im Vorwort zum 2008 veröffentlichten Film Das Wiedersehen teilt Adin Talbar mit, dass allein in England zehntausend Kinder Schutz fanden. Sie mussten Deutschland ohne ihre Familie verlassen, die „meisten sahen ihre Eltern nie wieder.“ Später berichtete eine Teilnehmerin, dass sich in England für jedes Kind ein Bürge finden musste, der bereit war, die 50 Pfund für die Überfahrt zu bezahlen.
Der Film begleitet die Ehemaligen, deren Namensschilder mit ihren früheren und ihren heutigen Namen versehen waren, beginnend mit ihrer Ankunft am Hotel Lichtburg am Kurfürstendamm bei ihrer anschließenden Stadtrundfahrt, auf der junge Familienangehörige die Gegend filmten. Zu den Stationen gehörten die öffentliche Enthüllung der Gedenktafel, die von einem ehemaligen Schüler entworfen worden war, und der Besuch der Jüdischen Gemeinde in der Oranienburger Straße. Dort hielt die Tochter der ehemaligen Schulleiterin Betty Berggruen-Landau einen Vortrag über die Gründungsgeschichte. Marianne Berg, aus Stockholm angereist, erzählte, dass sie lange keinerlei Erinnerung an die Zeit zwischen dem Pogrom und ihrer Emigration hatte. Inge Borck berichtete von ihrer Zwangsarbeit bei Siemens und Halske. Um dem angekündigten Abtransport zu entkommen, hatte sie absichtlich ihren Finger mit der Fräse verletzt, damit sie im Krankenhaus versorgt werden musste und zum Zeitpunkt der Deportation nicht vor Ort war. Danach ging sie in den Untergrund und überlebte, anders als all ihre Freunde und ihre gesamte Familie.

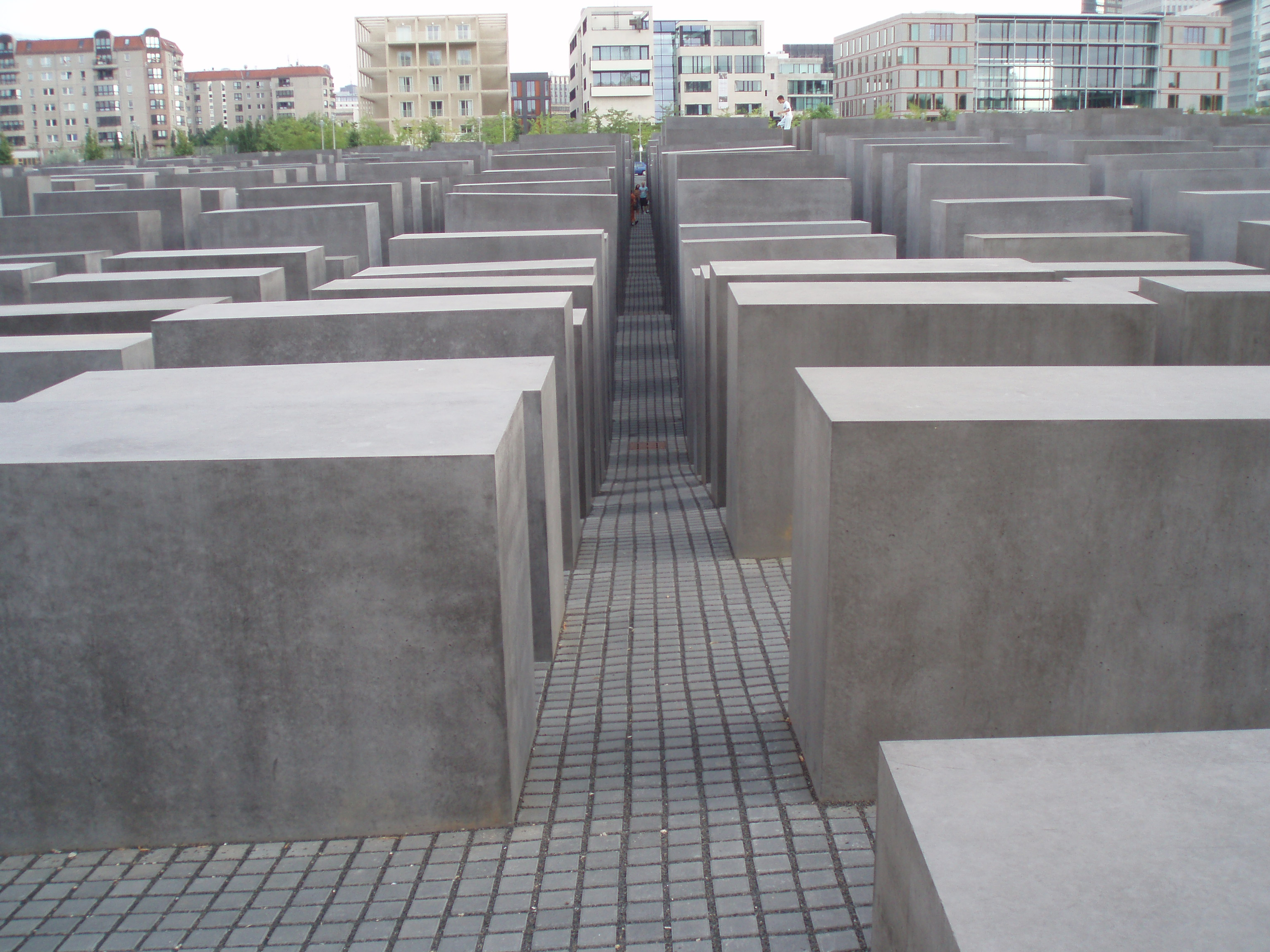
Holocaust-Mahnmal (2006)

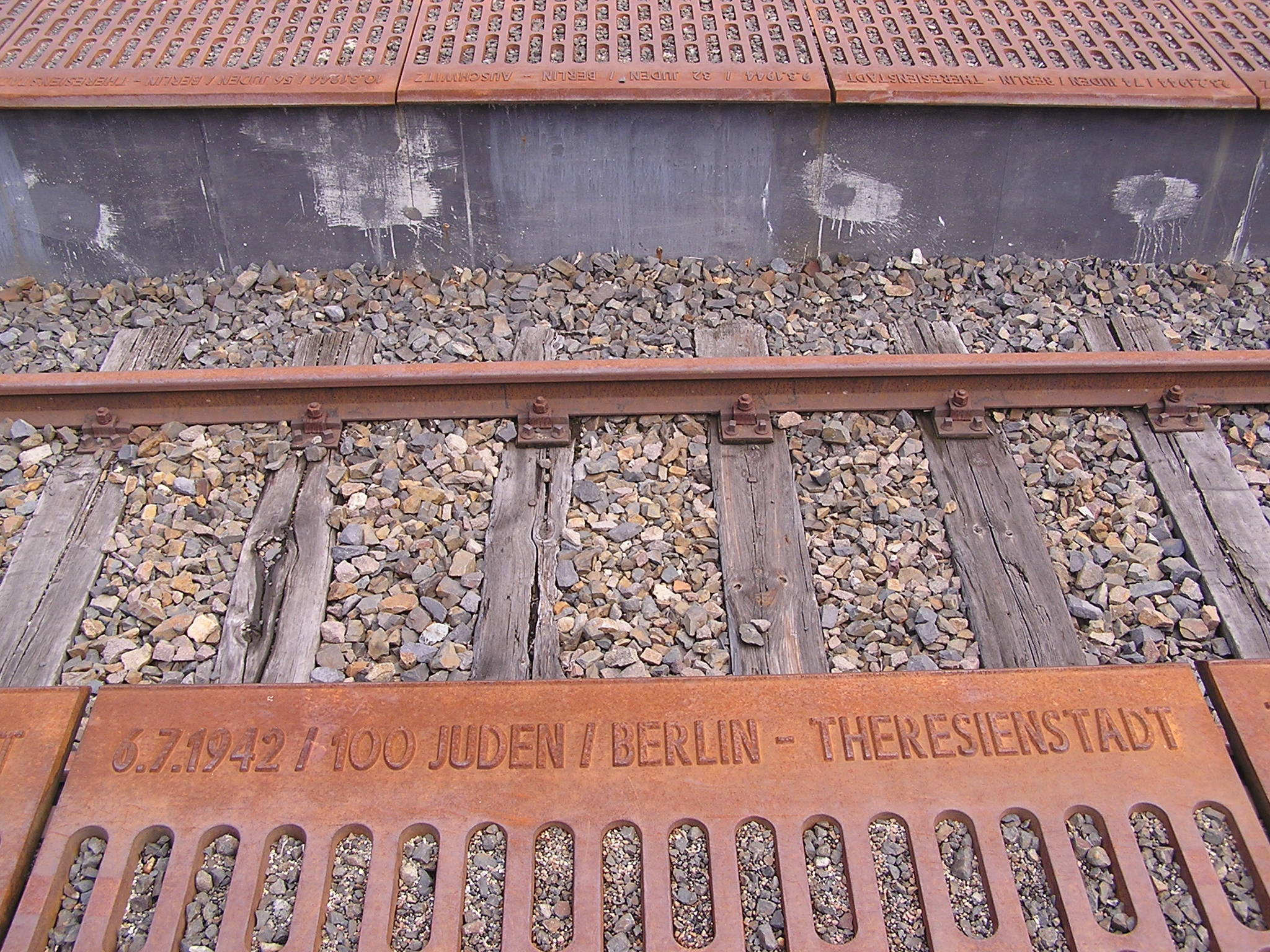
Mahnmal Gleis 17 (2006)

Während ihres Aufenthalts in Berlin besuchten die Ehemaligen sowohl das Denkmal für die ermordeten Juden Europas als auch das Mahnmal Gleis 17 am Bahnhof Grunewald. Überdies wurde der Ort des ehemaligen jüdischen Sportplatzes im Grunewald besucht (siehe auch Jüdischer Sport im NS-Deutschland) und es gab eine Dampferfahrt auf dem Wannsee.
Zur Ausstellungseröffnung hielt Martin-Heinz Ehlert einen Vortrag, in dem er darauf hinwies, dass sich viele Disziplinen inzwischen mit Vergangenheitsbewältigung befasst hätten, was für Erziehung und Schule weitgehend noch ausstehe.
Dem letzten Abend widmet der Film viel Zeit, zeigt die Protagonisten noch einmal im Porträt und zeichnet die Abschiedsworte von Jona Rosenfeld auf, der sich bei „allen Generationen“ bedankte, nicht nur bei den Organisatoren des Treffens, sondern auch bei jenen, die die ehemaligen Schülerinnen und Schüler nach Berlin begleiteten. Ihre Namen führt der Abspann ebenso auf wie die aller Beteiligter.

## Veröffentlichungen

### Medien
- Adin Talbar, Josie Rücker: Das Wiedersehen. Dokumentarfilm 2008 (124 Min.)[72]
- Adin Talbar: Reunion after 67 Years. Acoustic Documents of the Reunion (437 Min., deutsch, englisch, hebräisch)[46]